# Houwerzijl
Houwerzijl – wieś w Holandii, w prowincji Groningen, w gminie De Marne. W miejscowości znajduje się muzeum herbaty.